# Список млекопитающих, занесённых в Красную книгу Оренбургской области

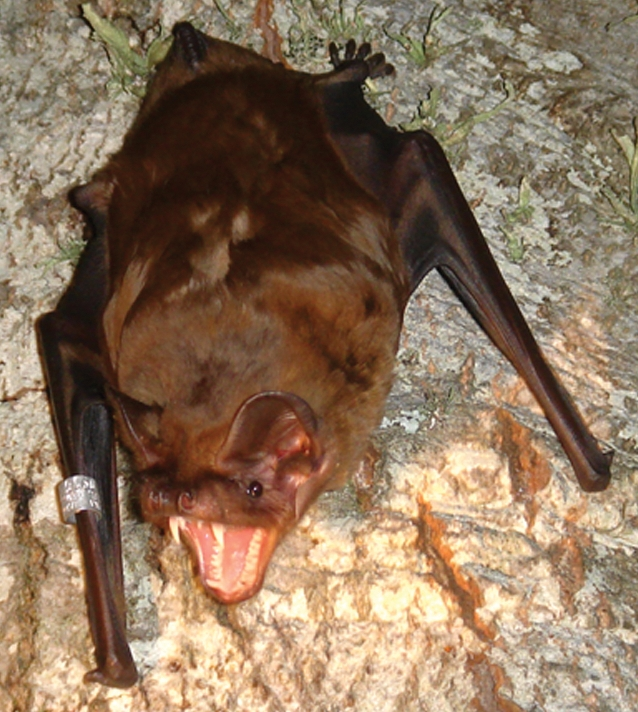
Гигантская вечерница

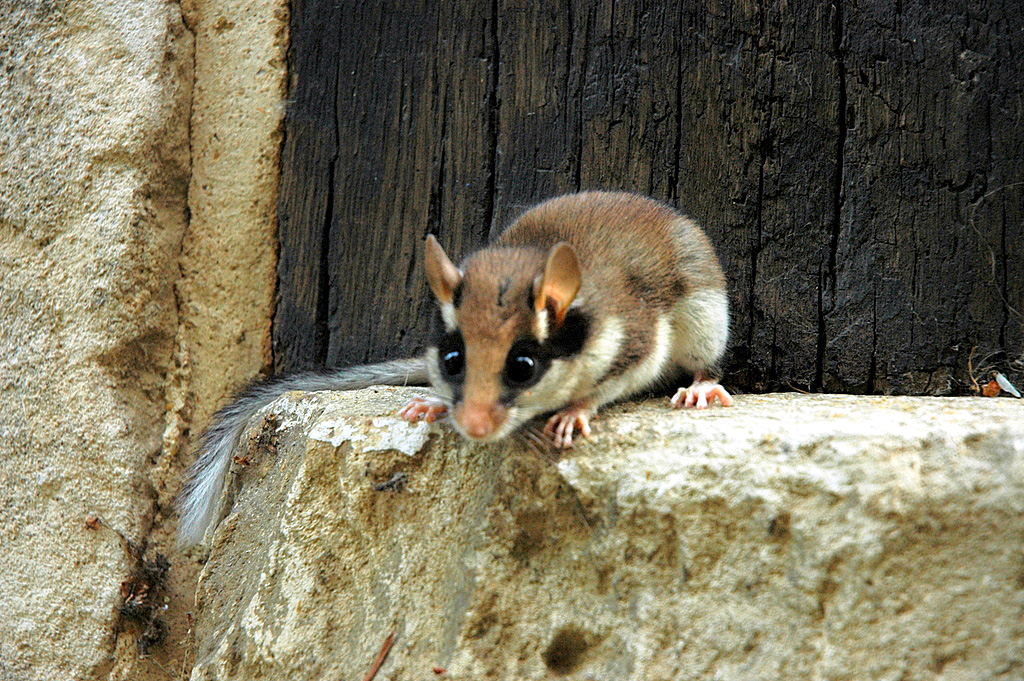
Садовая соня

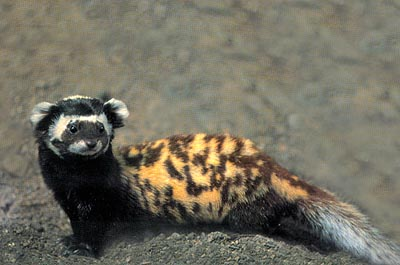
Перевязка

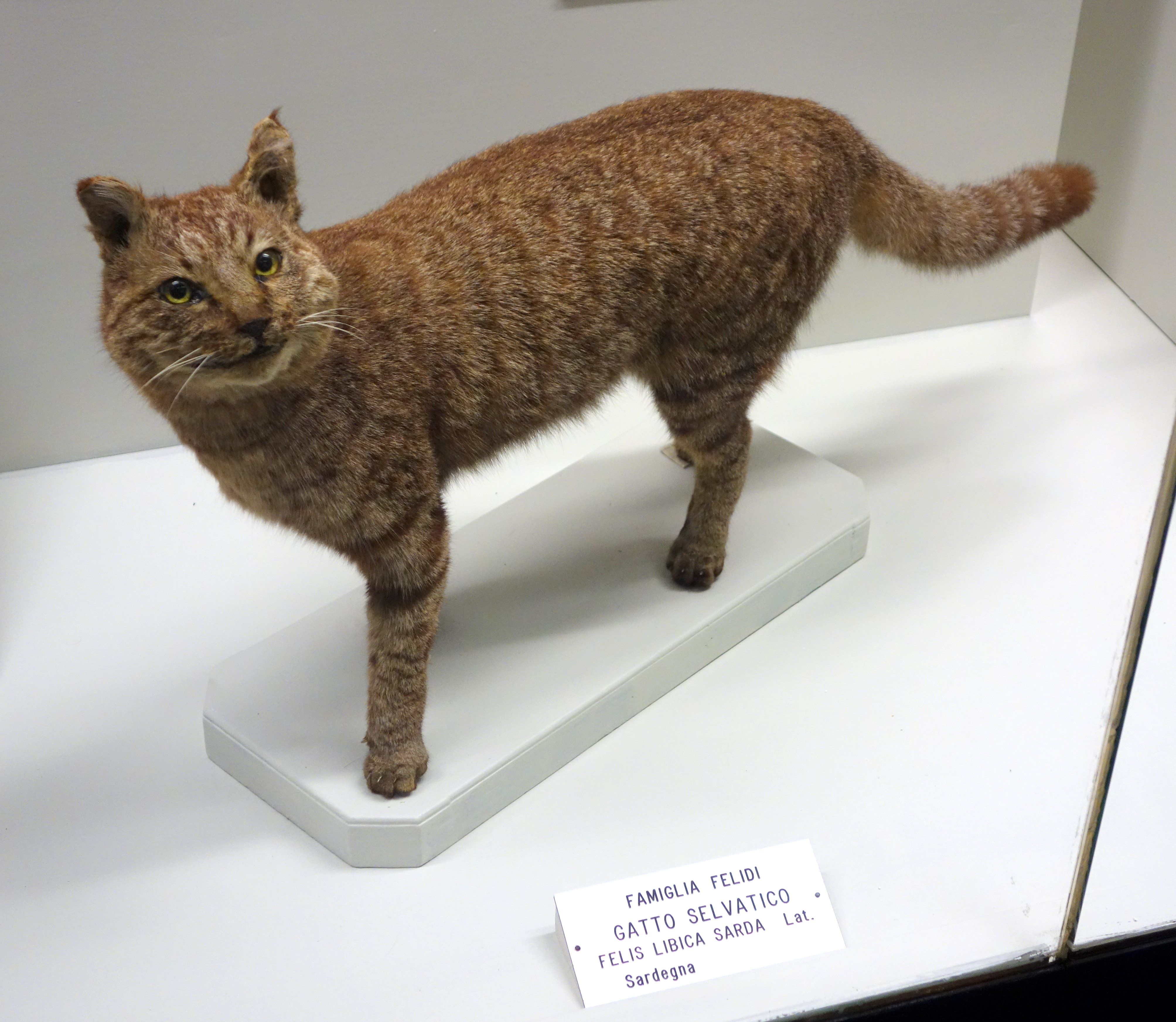
Степной кот

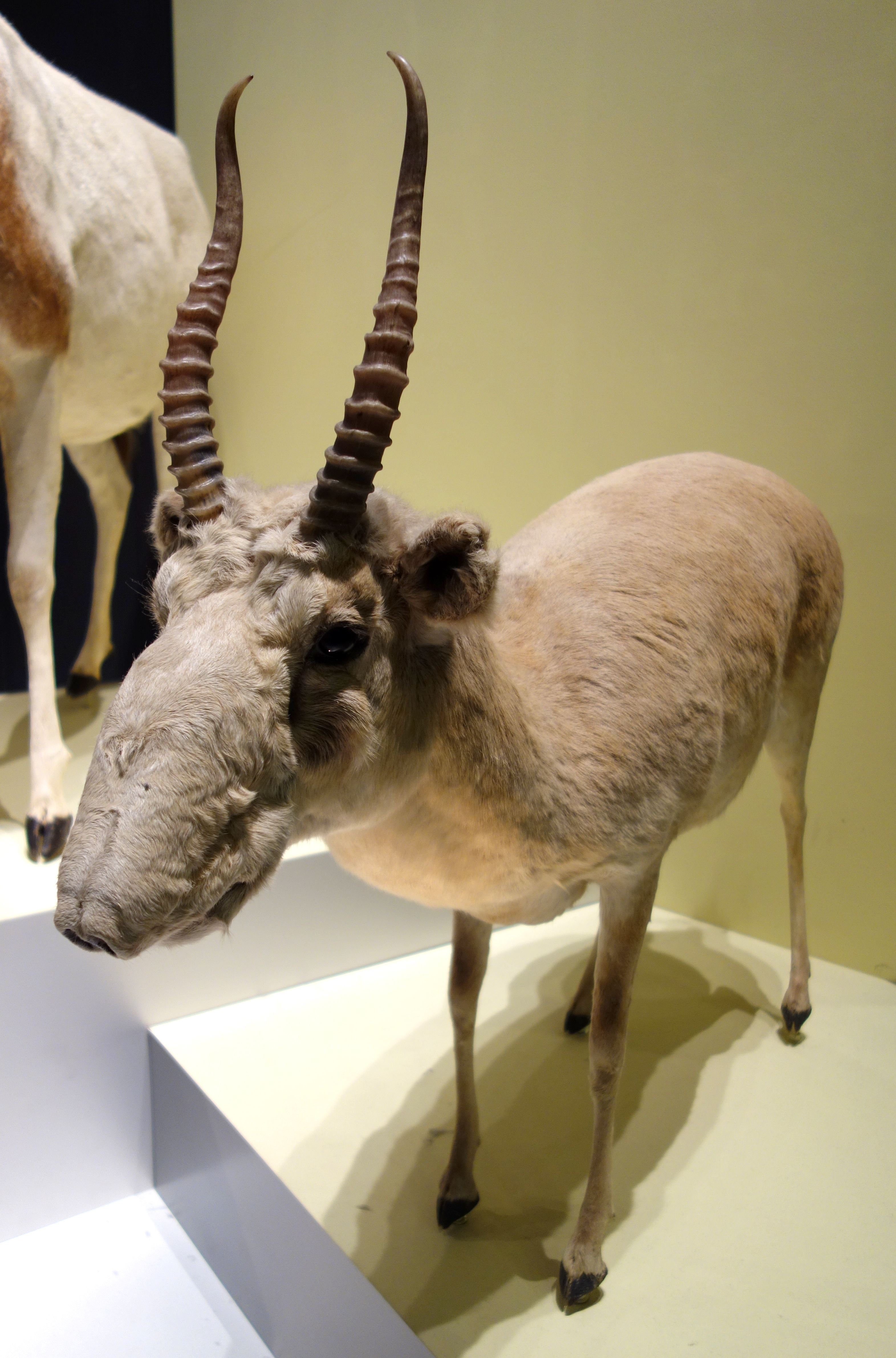
Сайга

Список млекопитающих, занесённых в Красную книгу Оренбургской области включает 12 видов млекопитающих (1 вид насекомоядных, 3 вида рукокрылых, 2 вида грызунов, 4 вида хищных, 1 вид китопарнокопытных), включённых в Красную книгу Оренбургской области.
Категории охраны обозначены цифрой в конце строки каждого вида:
- 1 — находящиеся под угрозой исчезновения
- 2 — сокращающиеся в численности
- 3 — редкие
- 4 — неопределенные по статусу
- 5 — восстанавливающиеся

## Отряд Насекомоядные — Eulipotyphla
- Русская выхухоль — Desmanа moschatа L. 1

## Отряд Рукокрылые — Chiroptera
- Прудовая ночница — Myotis dasycneme Boie 4
- Малая вечерница — Nyctalus leisleri Kuhl 3
- Гигантская вечерница — Nyctalus lasiopterus Schreb. 4

## Отряд Грызуны — Rodentia
- Садовая соня — Eliomys quercinus 4
- Тарбаганчик — Pygeretmus pumilio 3

## Отряд Хищные — Carnivora
- Среднерусская норка — Mustela lutreola novikovi 4
- Северная выдра — Lutra lutra lutra 3
- Колонок — Mustela sibirica 4
- Перевязка — Vormela peregusna 1
- Степной кот — Felis libyca 3

## Отряд Китопарнокопытные — Cetartiodactyla
- Сайга — Saiga tatarica 1